# Noctuelia affusalis
Noctuelia affusalis là một loài bướm đêm trong họ Crambidae.